# الیوگابالوس (ایزد)
هلیوگابال (انگلیسی: Elagabalus) در دین باستانی سامی و اساطیر روم خدای خورشید بود. در ابتدا در حمص، سوریه مورد پرستش قرار گرفت. اگرچه تغییرات زیادی در این نام به وجود آمد، اما در سکه‌ها و کتیبه‌های رومی از سال ۲۱۸ پس از میلاد به بعد، در زمان سلطنت امپراتور هلیوگابال به‌طور پیوسته از این ایزد به عنوان هلیوگابال یاد می‌شد.

## فرقه

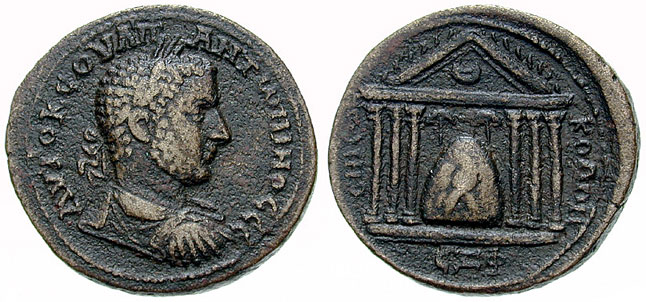
سکه برنز ضرب شده با تصویر امپراتور هلیوگابال و حجر مقدس ایزد هلیوگابال در داخل معبد حمص

هلیوگابال در ابتدا در حمص در سوریه مورد پرستش قرار گرفت، جایی که خاندان عرب حمص به عنوان راهب آن عمل می‌کردند. این نام شکل لاتینی شده عربی «اله الجبل»، مظهر و تجلی الوهیت است که به معنای «خدای کوه» عربی است. هلیوگابال «ارباب» مذهبی یا بعل حمص بود. این خدا با موفقیت ویژگی‌های عرب را، هم در نام و هم در نمادهای خود حفظ می‌کرد.
آیین این ایزد در قرن دوم به سایر بخش‌های امپراتوری روم گسترش یافت، جایی که یونانی‌ها او را به‌عنوان «الاگابالوس» (Ἐλαγάβαλος Elagábalos) و رومی‌ها با نام هلیوگابال احترام می‌گذاشتند. به عنوان مثال، وقفی دورتر از ووردن، در هلند امروزی به نام این ایزد پیدا شده‌است.

## در روم

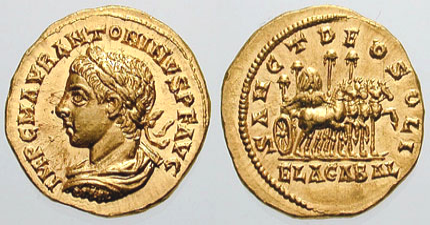
اورئوس (سکه) رومی که امپراتور هلیوگابال را به تصویر می‌کشد. در پشت آن Sanct Deo Soli Elagabal (به خدای خورشید مقدس هلیوگابال) خوانده می‌شود و ارابه طلایی چهاریوغ را نشان می‌دهد که سنگ مقدس معبد حمص را حمل می‌کند.

حجر مقدس یا بتیلوس این ایزد توسط امپراتور روم مارکوس اورلیوس آنتونینوس آگوستوس به روم آورده شد، که قبل از به سلطنت رسیدن، کاهن اعظم ارثی در حمص بود و پس از به قدرت رسیدن معمولاً به نام همین ایزد هلیوگابال نامیده می‌شد. این ایزد سوری ابتدا با خدای خورشید رومی معروف به سول (اساطیر رومی) و بعداً با سول اینویکتوس (خورشید شکست‌ناپذیر) تلفیق و یکسان شد.
معبدی به نام هلیوگابالئوم در جبهه شرقی تپه پالاسیوم ساخته شد تا سنگ مقدس معبد حمص، یک شهاب سنگ مخروطی سیاه را در خود جای دهد. هرودین دربارهٔ آن سنگ می‌نویسد:
این سنگ چنان پرستش می‌شود که گویی از بهشت فرستاده شده باشد. بر روی آن قطعات کوچک برآمده و نشانه‌هایی وجود دارد که مردم می‌خواهند آن‌ها را تصویری خشن از خورشید بدانند، زیرا آن‌ها را این‌گونه می‌بینند.
هرودین همچنین نقل می‌کند که امپراتور هلیوگابال سناتورها را مجبور می‌کرد که او را در حین رقصیدن با صدای طبل و سنج دور محراب این ایزد تماشا کنند، و در هر انقلاب تابستانی جشن بزرگی برگزار می‌کرد که در میان توده‌ها به دلیل توزیع غذا محبوبیت داشت و در طی آن سنگ مقدس را بر گردونه مزین به طلا و جواهرات گذاشت و در شهر رژه می‌رفتند:
یک ارابه شش اسبی سنگ مقدس الوهیت را حمل می‌کرد، اسب‌های بزرگ و بی عیب و نقص سفید، با لوازم گران‌قیمت طلا و زیور آلات غنی. هیچ‌کس افسار را در دست نداشت و هیچ‌کس سوار ارابه نمی‌شد. وسیله نقلیه به گونه ای اسکورت می‌شد که گویی خدا خود ارابه سوار است. امپراتور هلیوگابال در مقابل ارابه به طرف عقب می‌دوید و رو به خدا بود و افسار اسب‌ها را در دست داشت. او تمام سفر را به این شکل معکوس طی می‌کرد و به چهره خدایش نگاه می‌کرد.
توصیف هرودین قویاً نشان می‌دهد که فرقه هلیوگابال از جشنواره تمدن بابل آکیتو الهام گرفته‌است.
به گفته دیون کاسیوس، امپراتور همچنین تلاش می‌کرد تا اتحادی از دین روم و سوریه تحت برتری این ایزد ایجاد کند، که او را حتی بالاتر ژوپیتر قرار داد، یا عشتروت، مینرو یا اورانیا، یا ترکیبی از این سه، به عنوان همسر به این ایزد اختصاص داد. مقدس‌ترین آثار مربوط به آیین روم از زیارتگاه‌های مربوطه به هلیوگابالئوم منتقل شد، از جمله "نشان کیبلی، آتش وستا (اسطوره‌شناسی)، پالادیوم، سپرهای سالی، و همهٔ چیزهایی که رومیان مقدس می‌دانستند». او همچنین اعلام کرد که یهودیت، سامری‌ها و مسیحیت باید مناسک خود را به معبد او منتقل کنند تا «شامل اسرار هر نوع عبادت باشد».
به گفته هرودین، پس از کشته شدن امپراتور در سال ۲۲۲، احکام مذهبی او لغو شد و آیین هلیوگابال به حمص بازگشت.